# Pierre Pagé (hockey sur glace)
Pour les articles homonymes, voir Pagé.
Pierre Gilbert Pagé (né le 30 avril 1948 à Saint-Hermas, Québec, Canada) était un entraîneur-chef au hockey qui a dirigé dans la Ligue nationale de hockey, la Deutsche Eishockey-Liga (DEL) en Allemagne, la National League en Suisse et la Erste Bank Eishockey Liga (EBEL) en Autriche. Il a également été assistant-entraîneur de l'équipe canadienne de hockey sur glace lors de la Coupe Canada 1981.

## Carrière d'entraîneur
Dans la Ligue nationale de hockey (LNH), Pagé a d'abord été assistant-entraîneur chez les Flames de Calgary durant trois saisons, de 1985 à 1988. Puis il a dirigé comme entraîneur-chef les North Stars du Minnesota durant deux saisons (1988 à 1990), les Nordiques de Québec pendant trois saisons (1991 à 1994), les Flames de Calgary pendant deux ans (1995 à 1997) et les Mighty Ducks d'Anaheim pendant une saison (1997-1998). 
Sa fiche en carrière comme entraîneur-chef dans la LNH en saison régulière est de 253 victoires, 301 défaites et 82 parties nulles en huit saisons presque complètes (il a été nommé entraîneur des Nordiques en remplacement de Dave Chambers après 18 parties jouées en 1991-1992).
En séries éliminatoires, la fiche de Pagé est de 6-16 avec Minnesota, Québec et Calgary.
Avec l'EC Red Bull Salzbourg, il remporte la coupe continentale 2010.